# Jean Maurice Paul Jules de Noailles
Jean Maurice Paul Jules de Noailles, 6e duc d'Ayen (1895), né à Paris le 18 septembre 1893 est un résistant français mort à Bergen-Belsen le 4 Avril 1945.

## Biographie
Grand sportif, il fut champion du monde et plusieurs fois champion de France de tir aux pigeons.
Résistant, il fut arrêté par la Gestapo le 22 janvier 1942 à Paris, à la suite d'une dénonciation restée anonyme. Torturé et interné avenue Foch, puis à Compiègne (Oise), il est successivement déporté à Buchenwald-Flossenburg, à Oranienburg et enfin à Bergen-Belsen, où il meurt quelques jours avant la fin de la guerre. Ses restes n'ont pas été retrouvés.

## Descendance
Fils d'Adrien Maurice Victurnien Mathieu de Noailles (1869-1953), duc de Noailles, et de la duchesse, née Yolande d'Albert de Luynes (1870-1952), il épouse à Paris, le 16 juin 1919, Solange Marie Christine Louise de Labriffe, (dit Solange d'Ayen) (1898-1976). Ils ont deux enfants :
1. Geneviève Hélène Anne Marie Yolande de Noailles (1921-1998) qui épouse (1947) Jean Gaston Amaury Raindre (1924) ;
2. Adrien Maurice Edmond Marie Camille de Noailles (1925-9 octobre 1944). Engagé volontaire, mort pour la France dans les Vosges[3].

## Hommage
Le conseil municipal de Cannes, en sa délibération du 15 octobre 1945, décide de rebaptiser l’avenue Bellevue en avenue Jean-de-Noailles. Son père, Adrien de Noailles, en remercie la municipalité dans une lettre datée du 16 octobre 1945. La plaque qui porte son nom, apposée dans le bas de l’avenue, est fleurie chaque 24 août.